# Calci oxide
Calcium oxide (công thức hóa học: CaO, các tên gọi thông thường khác là vôi sống, vôi nung) là một oxide của calci, được sử dụng rộng rãi. Nó có khối lượng mol bằng 56,1 g/mol, hệ số giãn nở nhiệt 0,148, nhiệt độ nóng chảy 2572 °C.
Nó là chất rắn có dạng tinh thể màu trắng và là một chất ăn da và có tính kiềm. Như là một sản phẩm thương mại thì vôi sống có chứa lẫn cả magie oxide (MgO), silic oxide SiO2 và một lượng nhỏ nhôm oxide Al2O3 và các sắt(II) oxide FeO.
Calcium oxide thông thường được sản xuất bằng cách phân hủy bởi nhiệt (nung nóng) các loại vật liệu tự nhiên như đá vôi là khoáng chất chứa calci carbonat (CaCO3). Nó diễn ra khi vật liệu này bị nung nóng tới nhiệt độ khoảng 900 °C (American Scientist Lưu trữ ngày 14 tháng 12 năm 2007 tại Wayback Machine), một quá trình mà người ta còn gọi là nung vôi, để loại bỏ cacbon dioxide theo một phản ứng hóa học không thuận nghịch. Các nhiệt độ thấp hơn có thể tạo ra phản ứng thuận nghịch, nó cho phép vật liệu bị nung thành vôi sống tái hấp thụ cacbon dioxide ở xung quanh để trở thành đá vôi. Đây là một trong số các phản ứng mà con người đã biết tới từ thời tiền sử: (xem thêm lò nung vôi).
CaO cùng với BaO, SrO và MgO tạo thành nhóm oxide kiềm thổ. Vôi sống là calci oxide nguyên chất, nó phản ứng mạnh với nước tạo thành calci hydroxide hay vôi tôi. calci hydroxide trái lại, rất bền vững. Nguồn thu chất này có thể từ vôi bột trắng, wollastonit (CaSiO3), fenspat, colemanit, đôlômit. Vôi bột trắng là calci carbonat. Dolomit (magnesi cacbonat) là một khoáng chất cung cấp magnesi oxide cùng với CaO.

## Công dụng
Khi cho tác dụng với nước nó trở thành vôi tôi (Ca(OH)2), được sử dụng trong các loại vữa để làm tăng độ liên kết và độ cứng. Phản ứng này diễn ra rất mãnh liệt và tỏa nhiều nhiệt. Vôi sống cũng được sử dụng trong sản xuất thủy tinh và khả năng phản ứng của nó với các muối silicat cũng được sử dụng trong công nghiệp sản xuất kim loại/hợp kim ngày nay (thép, magiê, nhôm và một số kim loại màu khác) để loại bỏ các tạp chất dưới dạng xỉ.
Nó cũng được sử dụng trong xử lý nước và nước thải để làm giảm độ chua, để làm mềm như là chất kết bông và để loại bỏ các tạp chất phốtphat và các tạp chất khác; trong sản xuất giấy để hòa tan linhin, như là chất làm đông trong tẩy rửa; trong nông nghiệp để cải thiện độ chua của đất; và trong kiểm soát ô nhiễm - trong các máy lọc hơi để khử các khí thải gốc lưu huỳnh và xử lý nhiều chất lỏng. Nó là chất khử nước và được sử dụng để làm tinh khiết acid citric, glucoza, các thuốc nhuộm và làm chất hấp thụ CO2. Nó cũng được sử dụng trong công nghiệp sản xuất đồ gốm, xi măng, sơn và công nghiệp thực phẩm, trong đó nó đôi khi được sử dụng (kết hợp với nước) để làm nóng các mặt hàng như đồ ăn nhanh và cà phê. 

### Trong vật liệu gốm
CaO được dùng trong vật liệu gốm nhóm trợ chảy. calci oxide là loại trợ chảy cơ bản cho các loại men nung vừa và nung cao, nó bắt đầu hoạt động ở khoảng 1100°C.
calci oxide thường làm cho men sau nung cứng hơn, có độ chống trầy xước và ăn mòn acid tốt hơn. Độ giãn nở nhiệt của nó thuộc vào loại trung bình. Nếu chỉ trộn calci oxide và silica thì men vẫn khó nung chảy, tuy nhiên khi có sô đa và bồ tạt, calci oxide sẽ trở nên rất hoạt động. Độ cứng, tính ổn định và giãn nở nhiệt của các silicat natri và kali hầu như luôn được cải thiện khi có CaO.
CaO là một chất trợ chảy có mức độ hoạt động trung bình ở mức 5-6 của que thăm nhiệt, nhưng rất hoạt động ở mức 10. Dưới mức 4, CaO không phải là một chất trợ chảy hiệu quả cho men nhưng nếu sử dụng với một lượng ít hơn 10% (trọng lượng?) thì nó có thể giúp tăng độ cứng và giảm thẩm thấu cho men. Trong các hệ men không chì, CaO giúp giảm hiện tượng vân rạn.
CaO có thể dùng làm giảm độ nhớt của men có hàm lượng silica cao, tuy nhiên nếu men chảy lỏng quá thì có thể dẫn đến hiện tượng hóa mờ (hiện tượng do kết tinh khi làm nguội), hiện tượng này là một điều mong muốn khi cần tạo một số hiệu quả đặc biệt trên men (như độ xỉn) và là không mong muốn nếu yêu cầu men trong, bóng.
Men có hàm lượng calci oxide cao thường "nhạy màu". Ví dụ, khi thêm oxide sắt ba, calci oxide có thể kết hợp với Fe2O3 tạo ra các tinh thể cho màu vàng, men trở thành xỉn. Nếu trong men không có calci oxide, men sẽ có màu nâu và bóng.